# 東洋文庫
公益財団法人東洋文庫（とうようぶんこ）は、東京都文京区に所在する東洋学の専門図書館、研究所である。英語名称はThe Oriental Libraryであるが、Toyo Bunkoとしても知られている。
東洋史と文化に関する文献資料を収集した東洋学専門図書館であり、EU東洋学研究コンソーシアム、フランス極東学院、台湾中央研究院、ハーバード燕京研究所などの海外の東洋学関連研究機関と提携している。1961年から2003年までは東洋文庫にユネスコ東アジア文化研究センターが附置されていた。

## 沿革
東洋文庫の基礎は、1917年に三菱財閥の第3代総帥岩崎久弥が、当時中華民国の総統府顧問を務めていたジョージ・アーネスト・モリソンの所蔵する、中国に関する欧文文献の膨大なコレクション（モリソン文庫）を購入したことに始まる。岩崎久弥はモリソン文庫に加えて和書・漢籍をはじめとする東洋諸言語文献を収集し、日本を含めた東洋全域を網羅するコレクションを構築したうえで、1924年に東京本駒込の地に民間の図書館兼研究所である財団法人東洋文庫を設立した。初代理事長には、同年まで大蔵大臣だった井上準之助が就任している。設立後、久弥自身は文庫の運営に一切関わろうとはしなかったが、必要な図書費や研究費の支援は惜しみなく行った。三菱の海外支店をつうじて代金の支払いが確実になされるため、東洋に関する良書や貴重書が現れるや、世界中の書店が先を争って文庫に購入を持ちかけた。
東洋文庫はこうして東洋学関係図書の収集、研究書の出版、国際交流などを行って地歩を確立したが、第二次世界大戦後の混乱期には支援者である三菱財閥の解体により経営が困難となり、蔵書は散逸の危機に瀕した。この窮地に対して、1947年に理事長に就任した幣原喜重郎元首相の尽力により、国会が支援に乗り出し、1948年に同じく三菱財閥の支援下にあった静嘉堂文庫とともに、発足したばかりの国立国会図書館の支部とされた。これにより国会図書館は東洋文庫内に支部東洋文庫を置き、文庫の図書館部門の閲覧業務を請け負うことになった。
後に静嘉堂文庫は、経済的に自立して支部図書館を廃止したため、東洋文庫のみが施設内に国立国会図書館の支部を残した状態が長らく続いていたが、2009年3月末日をもって支部契約は終了した。
2023年時点では、2013年から特定公益増進法人に認定された公益財団法人であり、その必要資金は自己資産や三菱グループからの寄付金及び国等の補助金でまかなっている。
井上準之助以降の歴代理事長には、著名な人物として、白鳥庫吉、幣原喜重郎、細川護立、斯波義信がいる。評議員会、理事会、部長会等での意志決定を経て、通常の業務は図書・研究・普及展示・総務の各部職員がとりおこなっている。
1961年からはユネスコの要請によってユネスコ東アジア文化研究センターが付置され、2003年にセンターが終結するまでアジア文化やアジア研究の動向を世界に紹介する業務を行ってきた。
2011年10月20日、東洋文庫ミュージアムを併設した新本館がオープンした。
2024年に設立100周年を迎えた。同年末から施設工事のため休館。

## 図書館活動
図書資料館としての東洋文庫は、漢籍、和書、欧文資料のほか、チベット語、タイ語、アラビア語、ペルシア語、トルコ語などのアジア諸言語文献を蔵書としている。内訳は、漢籍40%、洋書30%、和書20%、その他アジア言語10%となっている。特に現地語文献については多くの言語において早い時期から組織的な収集を行っており、日本有数の蔵書点数を有する。
全種類の資料をあわせた所蔵総数は約95万点であり、5件の国宝と、7件の重要文化財を含む。
また特色あるコレクションとしては、中国関係欧文資料を中心とするモリソン文庫、モリソンの子息が収集した東南アジア関係資料を中心とするモリソン2世文庫、岩崎久弥旧蔵の和古書コレクションを中心とする岩崎文庫をはじめとして、文庫長であった榎一雄などの国内外の研究者・収集家による蔵書群も収蔵されている。
図書の閲覧資格は大学学部生以上である。かつては継続利用の場合は閲覧証を必要としたが、のちに身分証明書の持参・提示により、継続的な閲覧が可能となった（研究者や研究機関の紹介状を必要とする閲覧証の発行も継続している）。アジア地域の歴史・文化の調査研究を目的とした研究者の利用が多く、閲覧は無料で行われているが、資料の館外貸出はしていない。文献の複写サービスも行っているが、資料の保存を第一の目的としているので、利用者の側からみると制約が多く、また費用も比較的高価である。ホームページ上で書誌データと画像資料の一部をみることができる。

## 研究活動
研究部門は2003年に再編され、伝統的な地域・時代ごとの研究グループを擁する歴史・文化研究と、アジア広域に関する研究を行う超域研究の2本立て、5研究部門に分かれている。研究部門の各研究班は、研究員の個人的研究のほか、研究チームによる共同研究を行う。
研究部門には約250名もの研究員を数えるが、大半は外部の研究者が無給で委嘱された兼任研究員である。
研究の成果を発表するための出版活動も行っており、所蔵資料の校訂・研究や研究班・研究員による研究成果を反映した英文・和文の研究書などが東洋文庫から出版されている。定期刊行物として、東洋学専門の学術誌『東洋学報』を年4回発行しており、英語によって世界に日本の東洋学研究を紹介することを目的として『Memoirs of the Research Department of the Toyo Bunko(東洋文庫欧文紀要)』を発行している。
また、研究成果を地域と社会へ向けて還元するサービス活動として『東洋学講座』（年2回）などの公開講演会などを行っている。

## 歴代理事長
出典：(人物, 歴代理事長)
1. 井上準之助:1924 -
2. 桐島像一:1932 -
3. 林権助:1932 -
4. 白鳥庫吉:1939 -
5. 清水澄:1939 -
6. 幣原喜重郎:1947 -
7. 細川護立:1951 -
8. 辻直四郎:1974 -
9. 榎一雄[17]:1985 -
10. 北村甫:1990 -
11. 斯波義信:2001 -
12. 槇原稔:2007 -
13. 畔柳信雄:2021 -

## 指定文化財

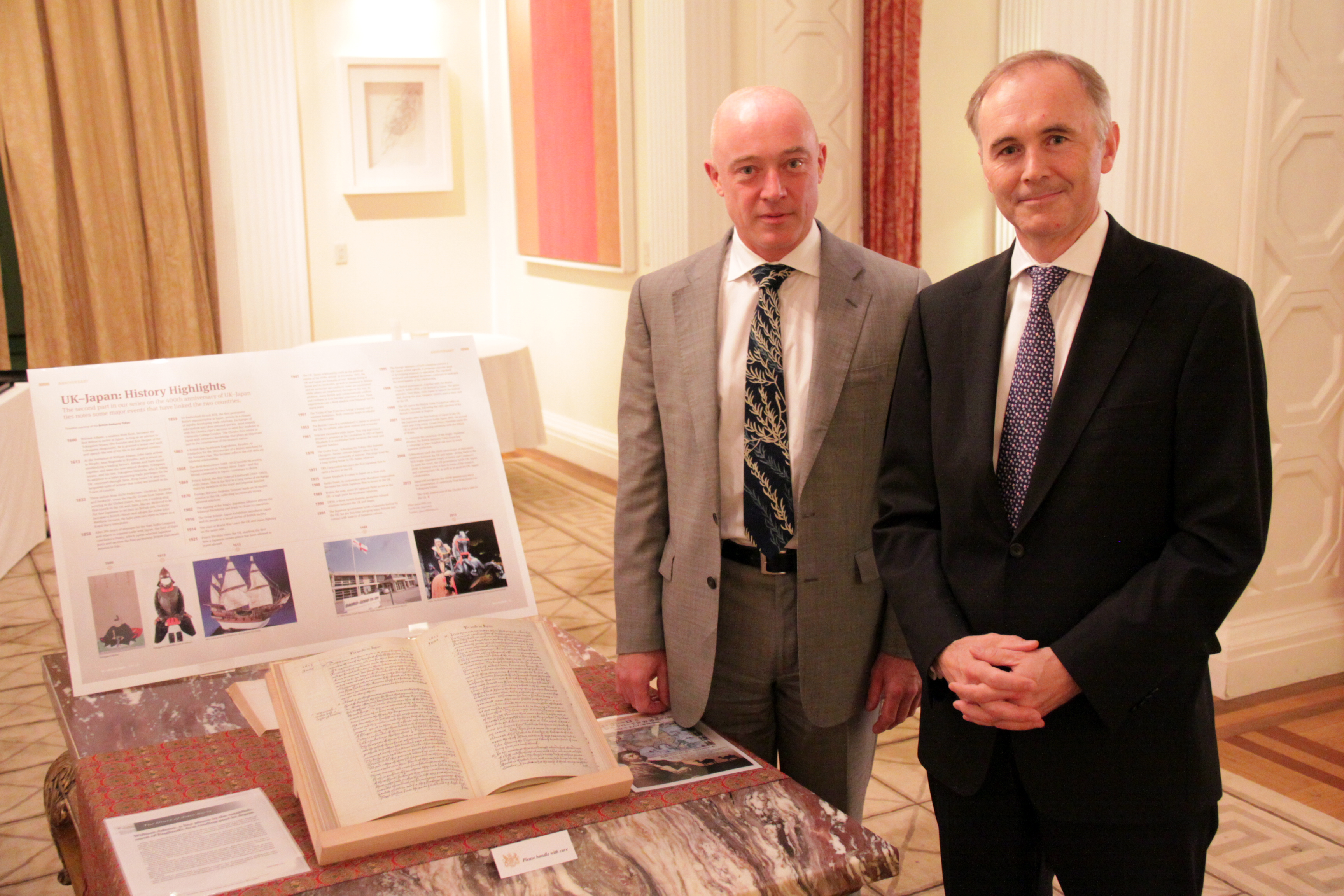
東洋文庫が所蔵する「ジョン・セーリス日本航海記」のレプリカ（左）。日英交流400周年を記念し在日本英国大使公邸で展示された。ロンドン大学東洋アフリカ研究学院教授タイモン・スクリーチ（中央）や日本駐箚英国特命全権大使ティモシー・ヒッチンズ（右）らが見学した

### 国宝
- 古文尚書 巻第三、第五、第十二 1巻 唐時代
- 毛詩 巻第六残巻 1巻 唐時代
- 春秋経伝集解（しゅんじゅうけいでんしっかい） 巻第十 1巻 平安時代
- 史記（高山寺本）夏本紀第二、秦本紀第五 2巻 平安時代
- 文選集注（もんぜんしっちゅう） 7巻 平安時代

### 重要文化財
- 礼記正義 巻第五 紙背に寛弘五年書写の賢聖略問答巻第一あり 1巻
- 論語集解 巻第八残巻 文永五年中原師秀書写奥書 1巻
- 論語集解 第一帖に正和四年書写奥書 10帖
- 尚書 巻第六 元徳二年中原康隆書写奥書 1巻
- 宋版楽善録（普門院本）紹定二年刊本 5冊
- ドチリーナ・キリシタン キリシタン版天草刊 1冊 1592年
- ジョン・セーリス日本航海記 自筆本 1冊 1614年

## その他
文庫の入り口付近では同じ三菱グループの小岩井農場のクッキーやカレーが販売されている。

## 報道

### TV
NHK
- ザ・バックヤード 知の迷宮の裏側探訪 － 2023年9月20日に放映[18]。